# Volejbol'nyj klub Uraločka 2009-2010
Questa voce raccoglie le informazioni riguardanti il Volejbol'nyj klub Uraločka nelle competizioni ufficiali della stagione 2009-2010.

## Organigramma societario
Area direttiva
- Presidente: ?

Area tecnica
- Allenatore: Nikolaj Karpol'

## Rosa
| N° | Nome                  | Ruolo | Data di nascita  | Nazionalità sportiva |
| -- | --------------------- | ----- | ---------------- | -------------------- |
| 1  | Evgenija Artamonova   | S     | 17 luglio 1975   | Russia               |
| 2  | Viktorija Červova     | S     | 18 luglio 1991   | Russia               |
| 3  | Strašimira Filipova   | C     | 18 agosto 1985   | Bulgaria             |
| 4  | Jana Matiašovská      | S/O   | 7 luglio 1987    | Slovacchia           |
| 5  | Aleksandra Pasynkova  | S/O   | 14 aprile 1987   | Russia               |
| 7  | Anastasija Kostylenko | P     | 7 maggio 1993    | Russia               |
| 8  | Ksenija Samsonova     | P     | 18 maggio 1985   | Russia               |
| 9  | Marija Beloborodova   | C     | 12 novembre 1986 | Russia               |
| 10 | Anastasija Salina     | S     | 30 dicembre 1988 | Russia               |
| 11 | Viktorija Rusakova    | S     | 23 ottobre 1988  | Russia               |
| 12 | Marina Šešenina       | P     | 26 giugno 1985   | Russia               |
| 13 | Natal'ja Karaulova    | S     | 23 ottobre 1988  | Russia               |
| 14 | Ksenija Sizova        | S     | 30 luglio 1989   | Russia               |
| 15 | Valerija Safonova     | C     | 28 marzo 1992    | Russia               |
| 15 | Svetlana Česnokova    | C     | 3 marzo 1987     | Russia               |
| 17 | Ol'ga Blagodatskich   | L     | 27 febbraio 1990 | Russia               |
| 18 | Anna Klimakova        | S     | 22 luglio 1986   | Russia               |

## Statistiche

### Statistiche di squadra
| Competizione    | Punti | In casa | In casa | In casa | In trasferta | In trasferta | In trasferta | Totale | Totale | Totale |
| Competizione    | Punti | G       | V       | P       | G            | V            | P            | G      | V      | P      |
| --------------- | ----- | ------- | ------- | ------- | ------------ | ------------ | ------------ | ------ | ------ | ------ |
| Superliga       | 34    | 15      | 9       | 6       | 16           | 6            | 10           | 31     | 15     | 16     |
| Coppa di Russia | -     | 5       | 4       | 1       | 10           | 5            | 5            | 15     | 9      | 6      |
| Coppa CEV       | -     | 3       | 3       | 0       | 5            | 3            | 2            | 8      | 6      | 2      |
| Totale          | -     | 23      | 16      | 7       | 31           | 14           | 17           | 54     | 30     | 24     |

G = partite giocate; V = partite vinte; P = partite perse

### Statistiche dei giocatori
| Giocatore        | Superliga | Superliga | Superliga | Superliga | Superliga |
| Giocatore        | P         | PT        | AV        | MV        | BV        |
| ---------------- | --------- | --------- | --------- | --------- | --------- |
| E. Artamonova    | 22        | 389       | 338       | 29        | 22        |
| M. Beloborodova  | 24        | 166       | 91        | 60        | 16        |
| O. Blagodatskich | 4         | 0         | 0         | 0         | 0         |
| V. Červova       | 12        | 26        | 14        | 10        | 2         |
| S. Česnokova     | 14        | 16        | 12        | 2         | 2         |
| S. Filipova      | 23        | 296       | 201       | 82        | 13        |
| N. Karaulova     | -         | -         | -         | -         | -         |
| A. Klimakova     | 6         | 25        | 18        | 5         | 2         |
| A. Kostylenko    | -         | -         | -         | -         | -         |
| J. Matiašovská   | 22        | 240       | 186       | 37        | 17        |
| A. Pasynkova     | 23        | 2         | 0         | 2         | 0         |
| V. Rusakova      | 22        | 189       | 147       | 26        | 16        |
| V. Safonova      | 2         | 1         | 1         | 0         | 0         |
| A. Salina        | 21        | 41        | 20        | 10        | 11        |
| K. Samsonova     | -         | -         | -         | -         | -         |
| M. Šešenina      | 16        | 63        | 41        | 14        | 8         |
| K. Sizova        | 2         | 6         | 6         | 0         | 0         |

P = presenze; PT = punti totali; AV = attacchi vincenti; MV = muri vincenti; BV = battute vincenti

NB: Non sono disponibili i dati relativi alla Coppa di Russia, alla Coppa CEV e quindi i dati relativi all'intera stagione.